# Wolfhart Zimmermann
Wolfhart Zimmermann (Freiburg im Breisgau, 17 de fevereiro de 1928 18 de setembro de 2016) foi um físico alemão.